# Ноден, Шарль Виктор
Шарль Виктор Ноден (фр. Charles Victor Naudin или фр. Charles Naudin, 14 августа 1815 — 19 марта 1899) — французский ботаник.

## Биография
Шарль Виктор Ноден родился в городе Отён 14 августа 1815 года.
В 1837 году он получил диплом Университета Монпелье.
В 1838 году Ноден был учителем. В 1842 году он получил докторскую степень, защитив диссертацию Études sur la végétation des solanées, la disposition de leurs feuilles et .... Ноден преподавал до 1846 года, когда он присоединился к Национальному музею естественной истории.
Он ввёл во Франции первые семена Jubaea chilensis.
В 1861 году была опубликована его работа Serres et orangeries de plein air apercu de la culture géothermique.
В 1878 году ему было поручено управление la villa Thuret. Он проводил работу по акклиматизации экзотических видов растений и способствовал открытию основ генетики. Он внёс значительный вклад в ботанику, описав множество видов семенных растений.
Шарль Виктор Ноден умер в городе Антиб 19 марта 1899 года.

## Научная деятельность
Шарль Виктор Ноден специализировался на семенных растениях.

## Публикации
- Études sur la végétation des solanées, la disposition de leurs feuilles et ... 1842 (диссертация)[3].
- Serres et orangeries de plein air apercu de la culture géothermique. 1861[5].